# Ę̄̀
Ę̄̀ (minuscule : ę̄̀), appelé E macron accent grave ogonek, est une lettre latine utilisée dans l’écriture du tagish.
Il s’agit de la lettre E diacritée d’un macron, d’un accent grave et d’un ogonek.

## Représentations informatiques
Le E macron accent grave ogonek peut être représenté avec les caractères Unicode suivants : 
- composé et normalisé NFC (latin étendu A, diacritiques) :

| formes    | représentations | chaînes de caractères | points de code       | descriptions                                                                 |
| --------- | --------------- | --------------------- | -------------------- | ---------------------------------------------------------------------------- |
| capitale  | Ę̄̀               | Ę◌̄◌̀                   | U+0118 U+0304 U+0300 | lettre majuscule latine e ogonek diacritique macron diacritique accent grave |
| minuscule | ę̄̀               | ę◌̄◌̀                   | U+0119 U+0304 U+0300 | lettre minuscule latine e ogonek diacritique macron diacritique accent grave |

- décomposé et normalisé NFD (latin de base, diacritiques) :

| formes    | représentations | chaînes de caractères | points de code              | descriptions                                                                             |
| --------- | --------------- | --------------------- | --------------------------- | ---------------------------------------------------------------------------------------- |
| capitale  | Ę̄̀               | E◌̨◌̄◌̀                  | U+0045 U+0328 U+0304 U+0300 | lettre majuscule latine e diacritique ogonek diacritique macron diacritique accent grave |
| minuscule | ę̄̀               | e◌̨◌̄◌̀                  | U+0065 U+0328 U+0304 U+0300 | lettre minuscule latine e diacritique ogonek diacritique macron diacritique accent grave |